# Leopold von Meyer
Pour les articles homonymes, voir Meyer.
Leopold von Meyer, né à Baden (Empire d'Autriche) le 20 décembre 1816 et mort à Dresde (royaume de Saxe) le 6 mars 1883, est un pianiste et compositeur autrichien.